# Kwakowo (Poméranie)
Pour les articles homonymes, voir Kwakowo.
Kwakowo est une localité polonaise de la gmina rurale de Kobylnica située dans le powiat de Słupsk en voïvodie de Poméranie. Elle se trouve à environ 4 km au sud-ouest de Słupsk et 107 km à l'ouest de la capitale régionale Gdańsk.

## Géographie

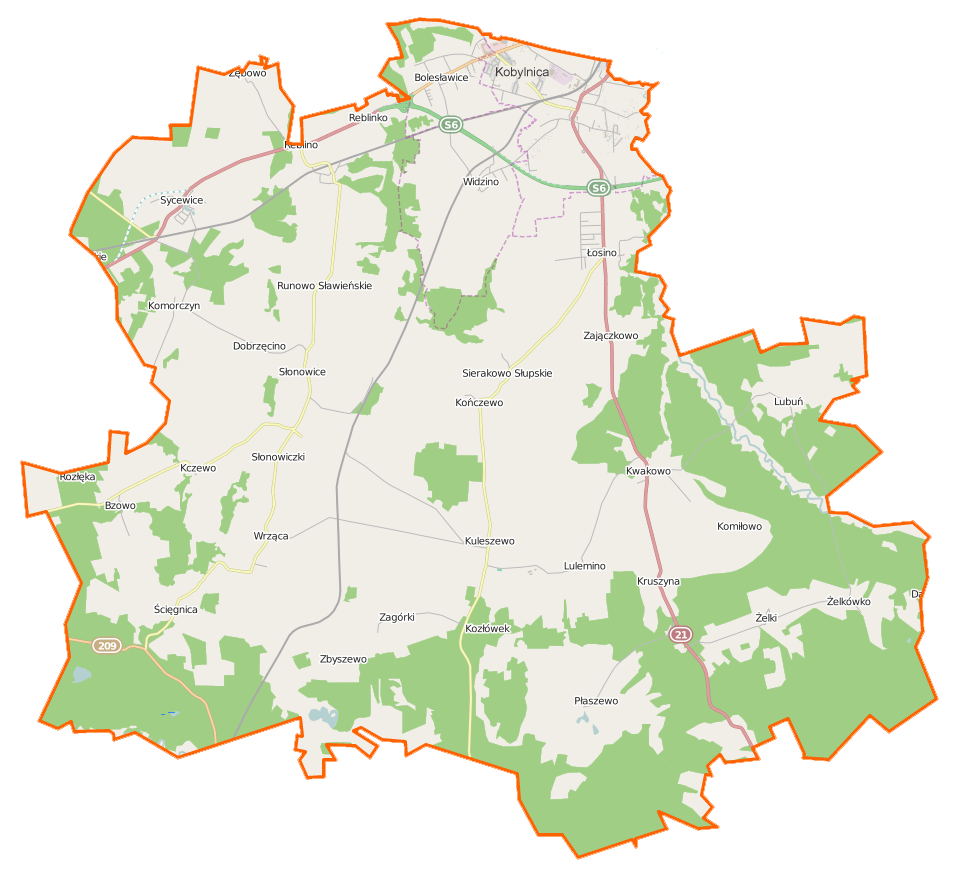
Carte de la gmina de Kobylnica.

## Histoire
De 1648 à 1945, Quackenburg fait partie de l'arrondissement de Stolp dans le district de Köslin au sein de la province de Poméranie.